# Year of the Gun
Year of the Gun (conocida como El año de las armas en España y Año rojo en Latinoamérica) es una película de suspenso estadounidense de 1991 dirigida por John Frankenheimer y protagonizada por Sharon Stone, Andrew McCarthy y Valeria Golino.

## Sinopsis
David es un periodista que se encuentra escribiendo una novela sobre las Brigadas Rojas, un grupo terrorista italiano. Para finalizar el libro viaja a Roma y allí conoce a una encantadora fotógrafa con la que entabla una relación amorosa, sin saber el peligro que le espera en la capital italiana.

## Reparto
- Andrew McCarthy - David Raybourne
- Sharon Stone - Alison King
- Valeria Golino - Lia
- John Pankow - Italo Bianchi
- George Murcell - Pierre Bernier
- Mattia Sbragia - Giovanni
- Roberto Posse - Lucio
- Thomas Elliot - Marco
- Lou Castel - Lou